# Alexandria (Romania)
Alexandria (pronunciació en romanès: [alekˈsandri.a]) és la capital del comtat de Teleorman, a Muntènia (Romania). Es troba al sud-oest de Bucarest, cap a la frontera amb Bulgària. La ciutat està situada al riu Vedea i té més de 45.000 habitants.
Alexandria va rebre el nom del seu fundador, Alexandru D. Ghica, príncep de Valàquia des de l'abril de 1834 fins al 7 d'octubre de 1842. La seva població el 1900 era de 1.675 habitants. El gra, que era el principal comerç d'Alexandria en aquell moment, es va enviar tant per ferrocarril fins al port danubià de Zimnicea com per riu a través del Giurgiu.
El 1989, la ciutat tenia més de 63.000 habitants i més de sis grans fàbriques. Una estimació del 2020 situa la població en 49.878.

## Fills il·lustres
- Cătălin Botezatu (1966 -), creador de moda
- Alexandru Colfescu (1899 - 1976), alcalde, advocat, escriptor
- Anghel Demetriescu (1847 - 1903), historiador
- Ciprian Manolescu (1978 -), matemàtic

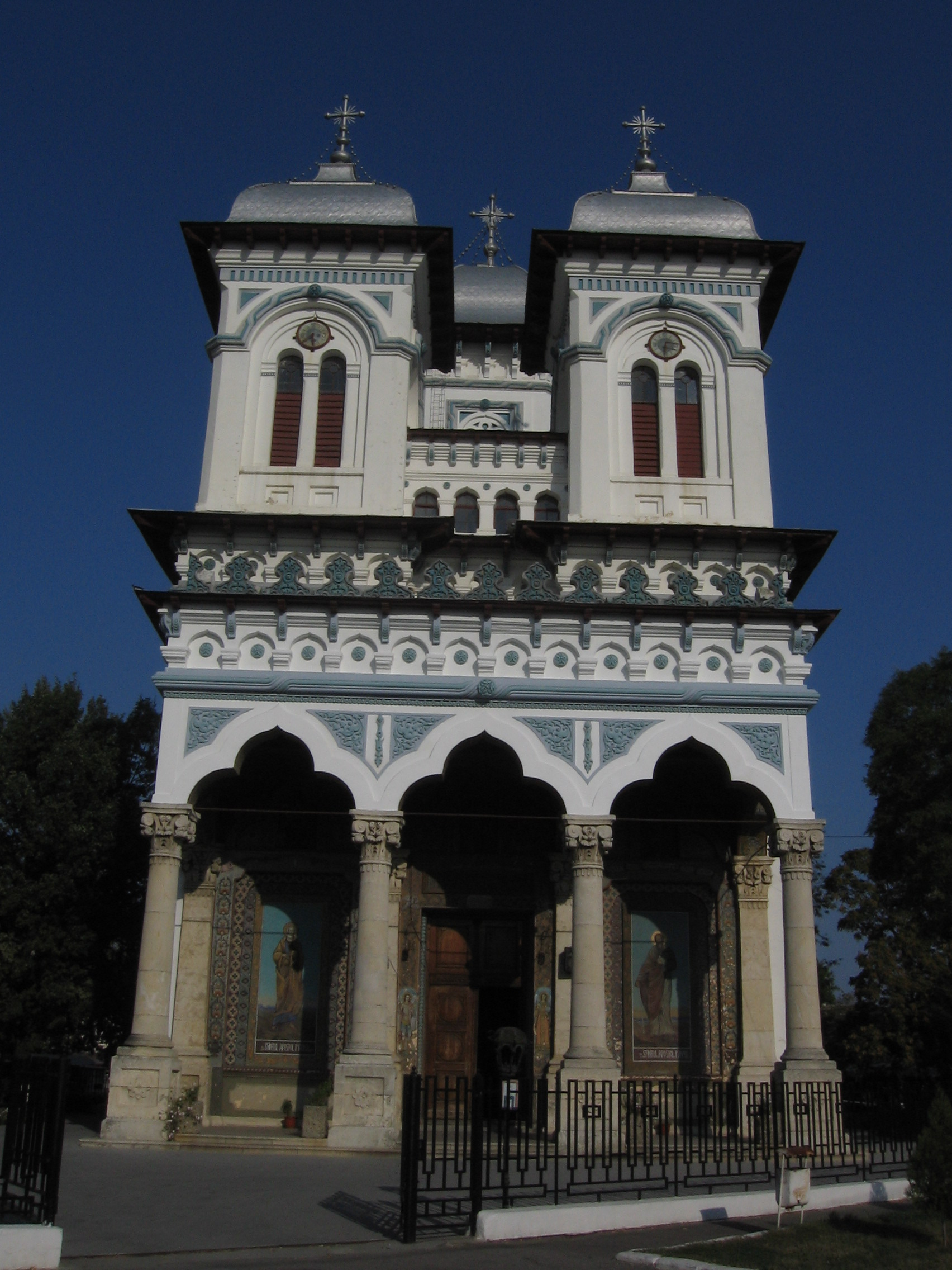
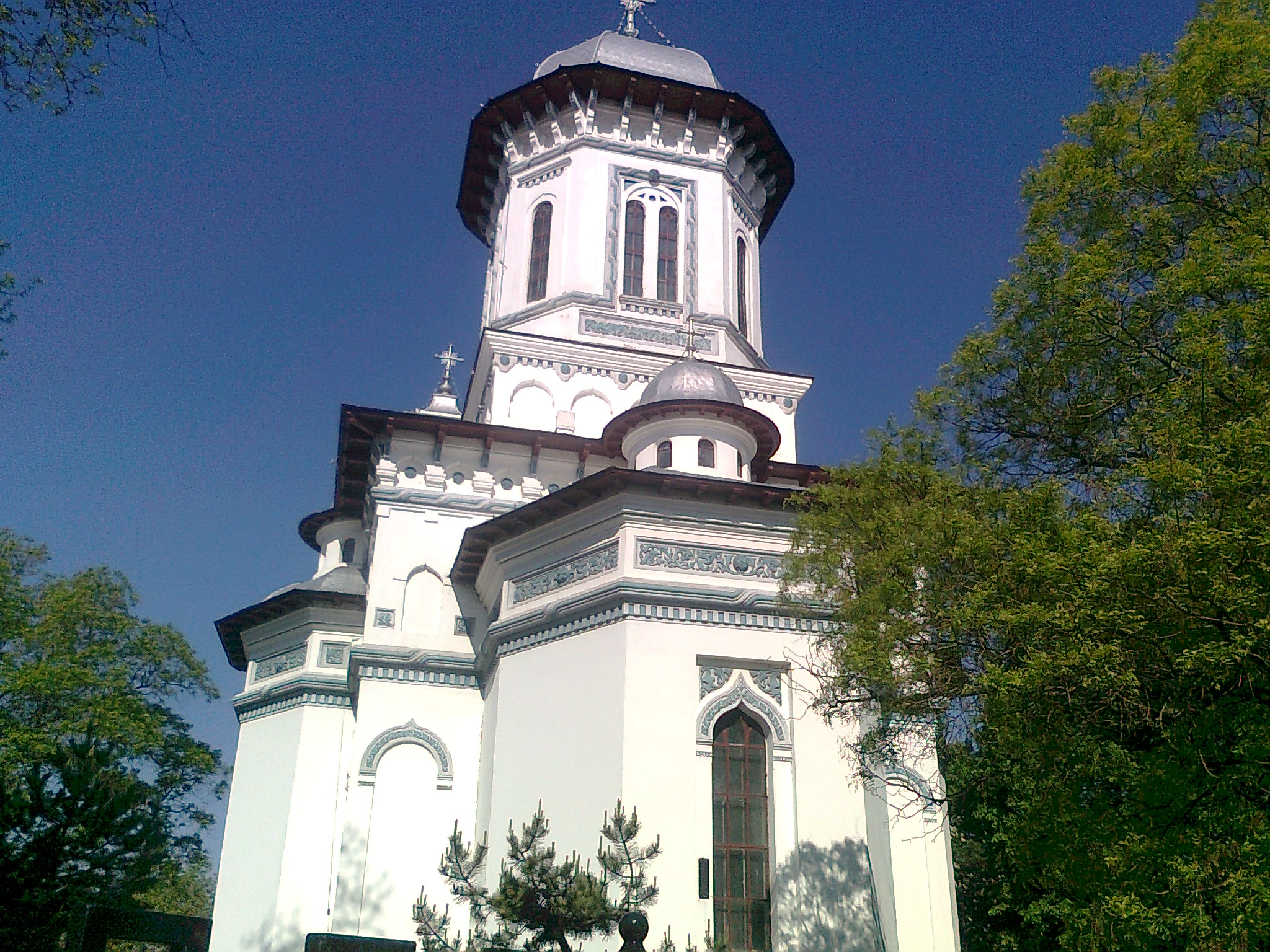
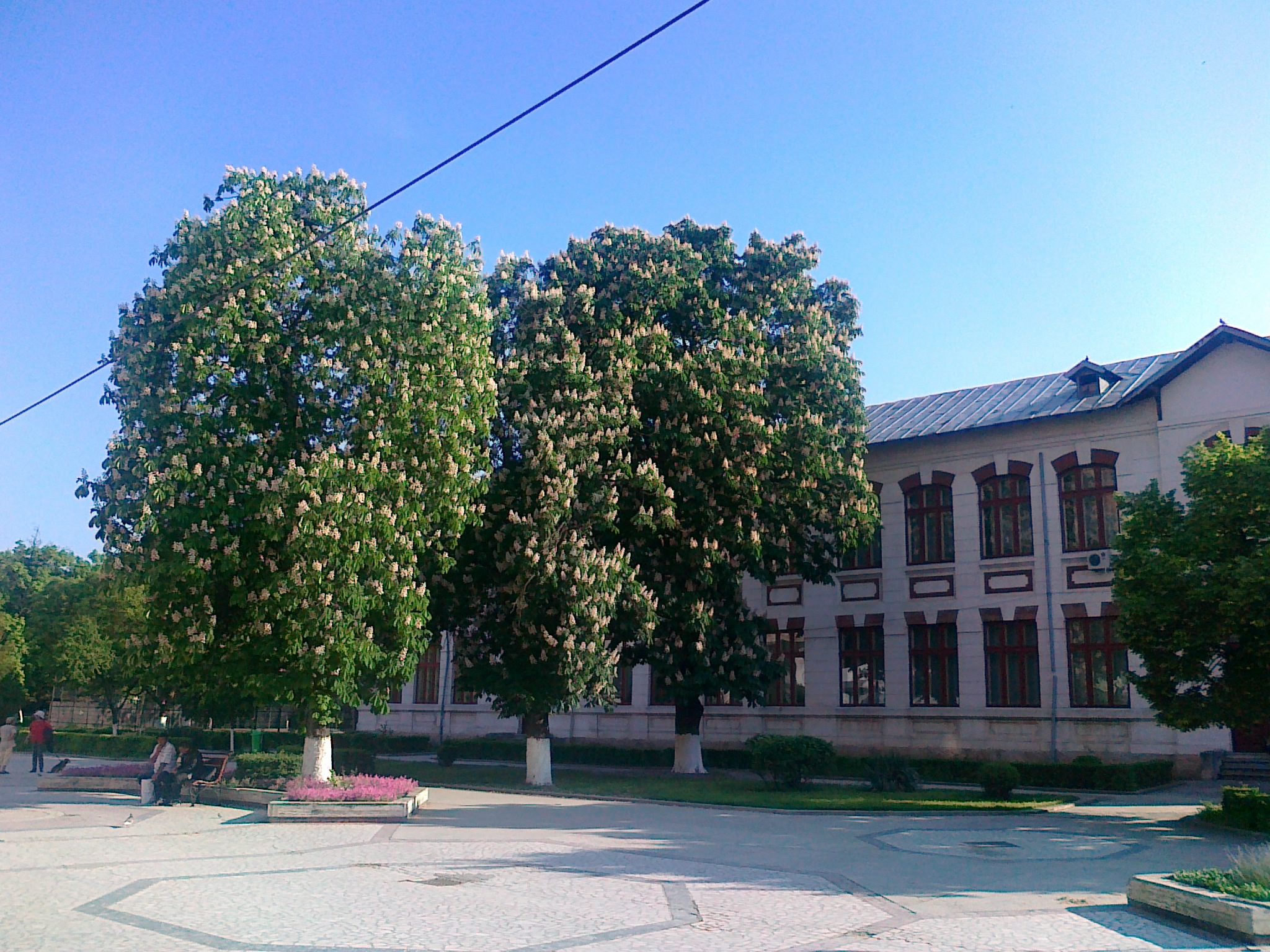
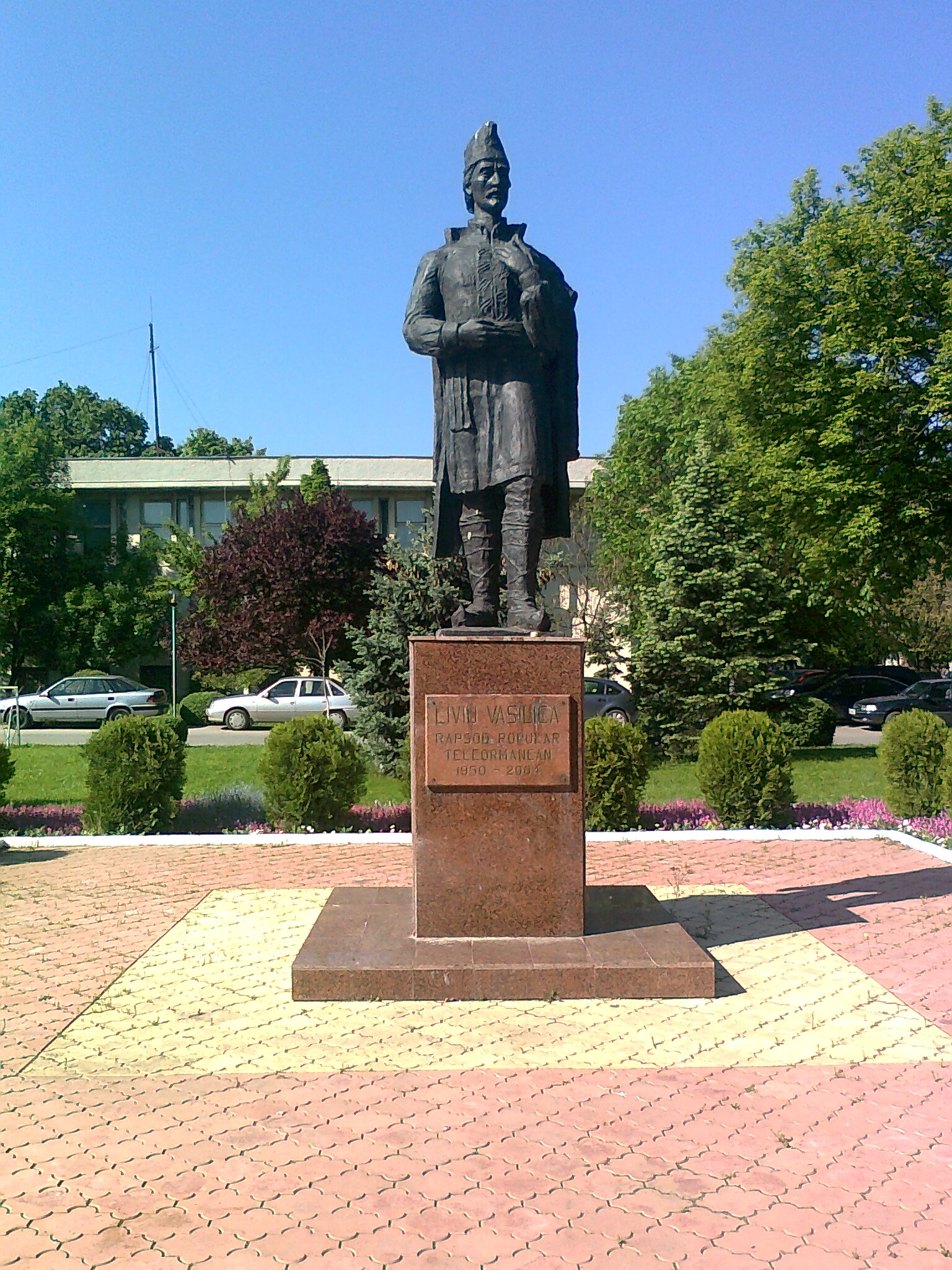
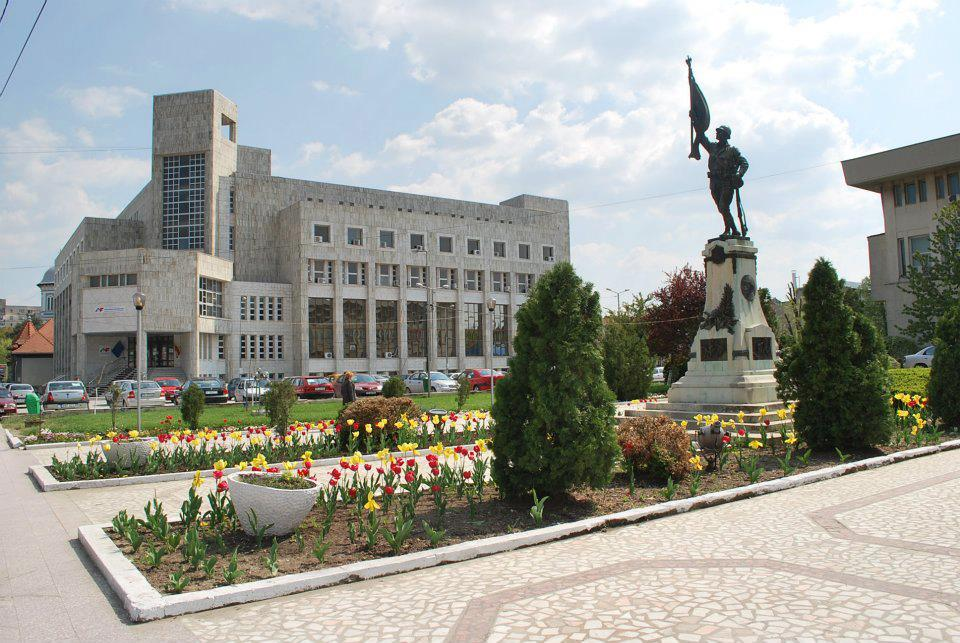